# Мушегян, Араксия Гургеновна
Араксия Гургеновна Мушегян (род. 7 января 1969, Ереван, Армянская ССР, СССР) — армянский композитор, пианистка, певица, музыкальный продюсер.

## Биография
Родилась в 1969 году в Ереване. Окончила Ереванскую государственную консерваторию и аспирантуру имени Комитаса по классу фортепиано и композиции.
Дочь выдающегося архитектора Гургена Мушегяна.
С 2013 по настоящее время музыкальный продюсер «Amen Project Production».
С 2020 г.  по настоящее время председатель Международного фонда сохранения и развития культуры и искусства «Artis Futura».
Член правления Армянской музыкальной академии

## Творческая деятельность и награды
С 1980 по 1985 год — участница детского вокально-инструментального ансамбля «Аревик», автор ряда песен, исполнявшихся коллективом. 
В 1982 году песня «Sun Song» была удостоена специальной премии «Лучшая песня года» на конкурсе Госкомитета телевидения и радиовещания Армении. 
В 1984 году произведение «Country Armenia» для хора и оркестра получило первую премию на конкурсе «Эребуни-Ереван».
Дважды (в 1989 и 1991 годах) стала обладателем Гран-при конкурса авторов-исполнителей Miss Soul. 
В 1991 году награждена премией Министерства культуры Армении и Гостелерадио Армении «Асуп» как лучший автор-исполнитель года.
Лауреат международного конкурса «Ялта-Москва-Транзит-94».
В 1989 году в составе армянской делегации участвовала в телевизионной программе французского телеканала Sacrée Soirée с Шарлем Азнавуром, где исполнялась армянская версия песни «Pour toi Arménie», посвящённой жертвам Спитакского землетрясения.
С 1991 по 1993 год работала в Государственном театре песни Армении, вела авторские передачи на телевидении и радио. 
Выступала с гастролями во Франции, Италии, Великобритании, Норвегии, Дании, Нидерландах, Швеции, Латвии, Греции и других странах. Сотрудничала с Государственным симфоническим оркестром оперы и балета им. Спендиарова, с эстрадно-симфоническим оркестром Гостелерадио Армении, под управлением Мелика Мависакаляна, с эстрадно-симфоническим оркестром Гостелерадио СССР, под управлением А.Бадхена, с эстрадно-симфоническим оркестром Гостелерадио России, под управлением М.Кажлаева.
С 1994 по 1998 год работала на студии «Престиж-рекордс» как композитор, аранжировщик и вокалистка.
С 2002 по 2004 год — солистка акапельной группы Cool & Jazzy. С 2002 по 2009 год — музыкальный продюсер проектов «Ереван-Москва-Транзит» и «Ереван-Киев-Транзит».
В 2013 году совместно с художником и продюсером Асмик Чахмахчян основала продюсерский центр Amen Project Production.В рамках центра реализованы проекты:
- АМЕН[10][11][12] — музыкальная драма в трёх актах с участием симфонического оркестра, хора, солистов оперы, поп- и фолк-исполнителей, балета. Премьера состоялась в 2017 году в Ереване в СКК им. К.Демирчяна.[13][14][15]
- Маленькие сокровища Армении — проект по выявлению и объединению молодых талантливых исполнителей из разных стран.
- Армяно-японский музыкальный проект The Spring.
- Музыкальный коллектив Masters Trio

Центр занимается организацией и проведением социально значимых проектов, таких как: «Дни культуры Армении в России»; юбилейные мероприятия, посвященные великим армянским именам. Является эксклюзивным продюсером и организатором юбилейного проекта «Бабаджанян 100»..
Мушегян — автор более 300 музыкальных произведений, включая:
- Песни и инструментальные пьесы
- Симфоническую увертюру, кантату, квинтет, трио-вариации на народные темы
- Симфоническую сюиту «Аратта»[16] для скрипки и альта
- Музыку к фильмам: Власть, Власть 2, Дед 005, Скажи убить, Две сестры, Кукловод, Королева, 2 Антона (мюзикл, комедия, 24 серии), а также к документальному фильму Гармония пространства. Гурген Мушегян (в ряде случаев также саунд-продюсер и аранжировщик)

Продюсер вокальной части проекта Hayhamerg Project. Сотрудничает со студией Music Records в качестве композитора и продюсера. Разработала авторскую методику обучения вокалу.
В 2024 году руководила проектом Антология армянской поп-музыки, реализуемым фондом «Ренессанс» — первой цифровой нотной библиотекой современных армянских песен.